# 丹尼爾·迪莫 (薩克森王子)
薩克森的丹尼爾·迪莫王子，薩克森公爵（德語：Prinz Daniel Timo von Sachsen, Herzog zu Sachsen；1975年6月23日—），是現任萨克森王室首领。